# ТМД-44
ТМД-44 - советская противогусеничная противотанковая мина.

## История
В 1944 году удалось высвободить промышленные мощности для централизованного производства мин, что позволило заменить нетехнологичные мины ТМД-42, ТМД-Б, а также мины семейства ЯМ на более совершенные. Базой для создания новой мины стала ТМД-Б.

## Конструкция
По конструкции ТМД-44 почти ничем не отличается от мины ТМД-Б, за исключением очка мины, закрывающегося не дощатой крышкой, а резной бакелитовой пробкой. Это изменение было продиктовано лучшей технологичностью, значительно уменьшившей число операций по её изготовлению. Внешне она представляет собой дощатый ящик, в верхней части которого имеется отверстие для взрывателя. Внутрь ящика помещены два брикета со взрывчатым веществом. Чаще всего это амматолы в парафинированной бумаге. Между брикетами вставлена 200-граммовая тротиловая шашка, от смещения она удерживается двумя брусочками, прибитыми к дну мины. 
В шашку  вставляется взрыватель МВ-5 с запалом МД-2. Брикеты удерживаются от перемещений фанерной диафрагмой, прибитой брусочками к боковым стенкам мины.
Встречались мины, в которых вместо 200-граммовой тротиловой шашки вставлялась 75-граммовая цилиндрическая буровая шашка, и взрывчатка просто засыпалась в свободной пространство под диафрагмой. Соединение досок ящика между собой также встречается различное - в шип или просто соединение гвоздями. При наезжании танка на мину, верхняя часть мины, имеющая внутренние надпилы, проламывалась и пробка давила на взрыватель, заставляя его сработать. На одной из боковых стенок мины имела ручка для переноски, изготавливаемая из брезентовой ленты и прибитая к ящику гвоздями. Самоликвидатором мина не оснащается. Гнезд для элементов неизвлекаемости и необезвреживаемости ТМД-44 не имеет, но при установке дополнялась миной-ловушкой разгрузочного действия МС-2.
ТМД-44 превосходила ТМД-Б  тем, что нередко деревянный корпус  покрывался олифой с внутренней и внешней стороны или же проваривался в масле, что замедляло процесс гниения, а аммонитовые брикеты заряда ВВ герметизировались парафинированной бумагой, что повышало надежность.

## Применение
ТМД-44 пользовалась уважением в Красной Армии за надёжность и высокую эффективность. Она может устанавливаться как на грунт, так и в грунт, в снег вручную или некоторыми средствами механизации (прицепные минные раскладчики ПМР-1, ПМР-2, ПМР-3, ПМЗ-4)
Срок боевой работы мины ограничивается сроком сохранения взрывчатых свойств заряда ВВ (при применении суррогатных или аммиачно-селитренных ВВ), сохранностью деревянного корпуса. При разрушении корпуса мины от гниения древесины чувствительность  возрастает с 200-500кг. до 3-5 кг. 
Помимо Великой Отечественной войны, ТМД-44 активно применялась в Корейской войне 1950-1953 гг., войне во Вьетнаме 1958-1975 гг., арабо-израильских войнах. До сих пор она числится в табелях снабжения Российской Армии.